# 冰島醜鰩
冰島醜鰩（學名：Malacoraja kreffti），為軟骨魚綱鰩目鰩科醜鰩屬的一種，分布於東北大西洋冰島比爾貝利淺灘海域，深度1000至1500公尺，體長可達70公分，棲息在深海海域，為底棲性魚類，肉食性，卵生，生活習性不明。